# Phyllomyza silesiaca
Phyllomyza silesiaca är en tvåvingeart som först beskrevs av Oswald Duda 1935.  Phyllomyza silesiaca ingår i släktet Phyllomyza och familjen sprickflugor. Arten har ej påträffats i Sverige. Inga underarter finns listade i Catalogue of Life.